# Fußball-Weltmeisterschaft 1978/Niederlande
Die niederländische Fußballnationalmannschaft bei der Fußball-Weltmeisterschaft 1978 in Argentinien:

## Qualifikation
Der Vize-Weltmeister der Fußball-Weltmeisterschaft 1974 konnte sich ohne große Mühe für das Turnier in Argentinien qualifizieren. Er verlor lediglich einen Punkt bei einem 2:2 gegen Nordirland. Dies führte dazu, dass sich die Niederlande recht früh qualifizierten. Belgien war wie schon 1974 in die niederländische Gruppe gelost worden, aber diesmal kein ebenbürtiger Gegner.
| Island      | - | Niederlande | 0:1 (0:1) | Geels 42'                                                         |
| Niederlande | - | Nordirland  | 2:2 (0:1) | Krol 64', Cruyff 66' / McGrath 4', Spence 88'                     |
| Belgien     | - | Niederlande | 0:2 (0:1) | Rep 19', Cruyff 65'                                               |
| Niederlande | - | Island      | 4:1 (3:0) | van Hanegem 15', Geels 18' 89', Rep 35' / Ásgeir Sigurvinsson 68' |
| Nordirland  | - | Niederlande | 0:1 (0:0) | Willy van de Kerkhof 76'                                          |
| Niederlande | - | Belgien     | 1:0 (1:0) | René van de Kerkhof 4'                                            |

## Niederländisches Aufgebot
| Nr.               | Name                 | Verein vor WM-Beginn | Geburtstag | Spiele   | Tore     | Gelbe Karte | Rote Karte |
| Torhüter          | Torhüter             | Torhüter             | Torhüter   | Torhüter | Torhüter | Torhüter    | Torhüter   |
| ----------------- | -------------------- | -------------------- | ---------- | -------- | -------- | ----------- | ---------- |
| 1                 | Piet Schrijvers      | Ajax Amsterdam       | 15.12.1946 | 3        | 0        | 0           | 0          |
| 8                 | Jan Jongbloed        | Roda JC Kerkrade     | 25.11.1940 | 5        | 0        | 0           | 0          |
| 19                | Pim Doesburg         | Sparta Rotterdam     | 28.10.1943 | 0        | 0        | 0           | 0          |
| Abwehrspieler     |                      |                      |            |          |          |             |            |
| 2                 | Jan Poortvliet       | PSV Eindhoven        | 21.09.1955 | 6        | 0        | 0           | 0          |
| 4                 | Adrie van Kraay      | PSV Eindhoven        | 01.08.1953 | 2        | 0        | 0           | 0          |
| 5                 | Ruud Krol            | Ajax Amsterdam       | 24.03.1949 | 7        | 0        | 1           | 0          |
| 7                 | Piet Wildschut       | FC Twente Enschede   | 25.10.1957 | 3        | 0        | 0           | 0          |
| 15                | Hugo Hovenkamp       | AZ Alkmaar           | 05.10.1950 | 0        | 0        | 0           | 0          |
| 17                | Wim Rijsbergen       | Feyenoord Rotterdam  | 18.01.1952 | 3        | 0        | 0           | 0          |
| 20                | Wim Suurbier         | FC Schalke 04        | 16.01.1945 | 4        | 0        | 1           | 0          |
| 22                | Ernie Brandts        | PSV Eindhoven        | 03.02.1956 | 4        | 2        | 0           | 0          |
| Mittelfeldspieler |                      |                      |            |          |          |             |            |
| 3                 | Dick Schoenaker      | Ajax Amsterdam       | 30.11.1952 | 1        | 0        | 0           | 0          |
| 6                 | Wim Jansen           | Feyenoord Rotterdam  | 28.10.1946 | 7        | 0        | 0           | 0          |
| 9                 | Arie Haan            | RSC Anderlecht       | 16.11.1948 | 6        | 2        | 1           | 0          |
| 11                | Willy van de Kerkhof | PSV Eindhoven        | 16.09.1951 | 7        | 1        | 1           | 0          |
| 13                | Johan Neeskens       | FC Barcelona         | 15.09.1951 | 5        | 0        | 0           | 0          |
| 14                | Johan Boskamp        | R.W.D. Molenbeek     | 21.10.1948 | 1        | 0        | 0           | 0          |
| Stürmer           |                      |                      |            |          |          |             |            |
| 10                | René van de Kerkhof  | PSV Eindhoven        | 16.09.1951 | 7        | 1        | 1           | 0          |
| 12                | Rob Rensenbrink      | RSC Anderlecht       | 03.07.1947 | 7        | 5        | 0           | 0          |
| 16                | Johnny Rep           | SC Bastia            | 25.11.1951 | 7        | 3        | 1           | 0          |
| 18                | Dick Nanninga        | Roda JC Kerkrade     | 17.01.1949 | 3        | 1        | 1           | 1          |
| 21                | Harry Lubse          | PSV Eindhoven        | 23.09.1951 | 0        | 0        | 0           | 0          |
| Trainer           |                      |                      |            |          |          |             |            |
|                   | Ernst Happel         |                      | 29.11.1925 |          |          |             |            |

- Der Österreicher Happel, der beim belgischen Erstligaclub FC Brügge unter Vertrag stand, wurde vom niederländischen Verband nur für die Dauer der Vorbereitung und den Verlauf des Turniers verpflichtet.

## Niederländische Spiele bei der WM 1978

### Vorrunde
- Niederlande – Iran 3:0 – Tore: 1:0 Rensenbrink (39., Foulelfmeter), 2:0 Rensenbrink (62.), 3:0 Rensenbrink (79., Foulelfmeter)
- Niederlande – Peru 0:0
- Niederlande – Schottland 2:3 – Tore: 1:0 Rensenbrink (34., Foulelfmeter), 1:1 Dalglish (43.), 1:2 Gemmill (46., Foulelfmeter), 1:3 Gemmill (67.), 2:3 Rep (71.)

Nur durch das bessere Torverhältnis erreichten die Niederlande die nächste Runde vor den punktgleichen Schotten.

### Zweite Finalrunde (Gruppe A)
- Niederlande – Österreich 5:1 – Tore: 1:0 Brandts (6.), 2:0 Rensenbrink (35., Foulelfmeter), 3:0 Rep (36.), 4:0 Rep (53.), 4:1 Obermayer (80.), 5:1 Willy van de Kerkhof (83.)
- Niederlande – Deutschland 2:2 – Tore: 0:1 Abramczik (3.), 1:1 Haan (26.), 1:2 Müller (70.), 2:2 René van de Kerkhof (83.)
- Niederlande – Italien 2:1 – Tore: 0:1 Brandts (19., Eigentor), 1:1 Brandts (50.), 2:1 Haan (75.)

### Finale
- Niederlande – Argentinien 1:3 – Tore: 0:1 Kempes (38.), 1:1 Nanninga (80.), 1:2 Kempes (105.), 1:3 Bertoni (115.)

Die Niederlande wurden damit zum zweiten Mal in Folge Vize-Weltmeister.